# Край (Босна и Херцеговина)
Край (на сръбски: Крај) е село в Босна и Херцеговина, разположено в община Требине, в ентитета на Република Сръбска. Населението му според преброяването през 2013 г. е 22 души, от тях: 22 (100,00 %) сърби.

## Население
Численост на населението според преброяванията през годините:
- 1961 – 125 души
- 1971 – 101 души
- 1981 – 78 души
- 1991 – 43 души
- 2013 – 22 души